# 宇野綾菜
宇野 綾菜（うの あやな、1992年9月9日 - ）は、日本の元モデル。当時はブレンデンに所属していた。

## 人物
- マツケン、小島よしお、ORANGE RANGE、松山ケンイチが好き。特技はバレエ。趣味は音楽鑑賞（特にORANGE RANGE）、雑誌を読むこと、DVD・映画・TV観賞など多数。
- 学校が好き。好きな教科は体育。Bibusのブログ「LOVE＆PEACE」、アメーバブログ「アヤナミンMAX!」には、学校の出来事を多く書いている。
- 漢検3級と英検3級を持っている。
- 自分は明るくて負けず嫌いで頑固だと思っているが、マイナス思考で考えてしまうらしい。
- 2009年3月27日付けのブログにて、学校との両立ができないためモデルを卒業すると宣言。所属事務所のプロフィールも消されている。[1]

## 出演

### 雑誌
- 講談社「ディズニーファン」
- 講談社「I Love ディズニーリゾート」
- 講談社「別冊フレンド」
- 新潮社「ニコ☆プチ」

### その他
- ブランドプロデュース「LOVE SIGN」